# Bahnstrecke Kutno–Piła
| Bahnhof Solec Kujawski (Schulitz) |                                                              |                                                                   |                                                                   |
| |                                                              |                                                                   |                                                                   |
| Streckennummer: | 18                                                           |                                                                   |                                                                   |
| Kursbuchstrecke: | 420 Kutno–Bydgoszcz Główna, 425 Bydgoszcz Główna–Piła Główna |                                                                   |                                                                   |
| Streckenlänge: | 246,867 km                                                   |                                                                   |                                                                   |
| Spurweite: | 1435 mm (Normalspur)                                         |                                                                   |                                                                   |
| Stromsystem: | 3 kV =                                                       |                                                                   |                                                                   |
| Streckengeschwindigkeit: | 140 km/h                                                     |                                                                   |                                                                   |
| Zweigleisigkeit: | durchgängig                                                  |                                                                   |                                                                   |
| |                                                              |                                                                   |                                                                   |
| \| \| \| von Łowicz \| \| \| \| \| von Zgierz \| \| \| \| 0,314 \| Kutno \| 108 m \| \| \| \| nach Płock \| \| \| \| 3,32 \| Azory (1925–?) \| 111 m \| \| \| \| Kutno Azory Lokomotywownia \| \| \| \| \| nach Konin \| \| \| \| 7,22 \| Grochów \| Grochów \| \| \| 13,658 \| Ostrowy (1943 Kranzwerder) \| 123 m \| \| \| \| Ostrowy Wąskotorowe (1943 Kranzwerder Smbf) \| \| \| \| \| Schmalspurbahn nach Krośniewice \| \| \| \| \| Woiwodschaften Łódź und Kujawien-Pommern \| \| \| \| 21,134 \| Rutkowice (seit 1945) \| 127 m \| \| \| \| Landesstraße 91 \| \| \| \| 27,287 \| Kaliska Kujawskie (seit 1890; 1943 Lubenstadt) \| 130 m \| \| \| 33,290 \| Wiktorowo (seit 1948) \| 111 m \| \| \| 38,555 \| Czerniewice (1943 Schernhausen) \| 106 m \| \| \| \| Autobahn 1 \| \| \| \| 42,662 \| Gołaszewo Kujawskie (seit 1939; 1943 Nackenau) \| 91 m \| \| \| 47,056 \| Warząchewka (seit 1916) \| 68 m \| \| \| \| Landesstraße 62 \| \| \| \| \| Anschluss \| \| \| \| \| Schmalspurbahn von Włocławek Port \| \| \| \| \| Schmalspurbahn von Izbica Kujawska \| \| \| \| \| Włocławek Wąskotorowy (1943: Leslau Smbf) \| \| \| \| 54,808 \| Włocławek (1943 Leslau) \| 61 m \| \| \| 57,048 \| Włocławek Zazamcze (seit 1967) \| 58 m \| \| \| 59,956 \| Włocławek Brzezie (seit 1960[1]) \| 60 m \| \| \| \| Stickstoffwerk \| \| \| \| 62,943 \| Brzezie (ehem. Bahnhof; 1943 Fuchswinkel) \| 60 m \| \| \| \| Landesstraße 91 \| \| \| \| 69,223 \| Lubanie (seit 1923; 1943 Liebingen) \| 71 m \| \| \| 77,189 \| Nieszawa Waganiec (1943 Nessau) \| 90 m \| \| \| \| Nieszawa Wąskotorowa (1943 Nessau Smbf) \| \| \| \| \| Schmalspurbahn nach Dobre Alexandrowskie \| \| \| \| \| Landesstraße 91 \| \| \| \| \| Autobahn 1 \| \| \| \| 84,160 \| Turzno Kujawskie (seit 1915; 1943 Radensburg) \| 96 m \| \| \| \| Schmalspurbahn von Dobre Aleksandrowskie \| \| \| \| \| von Ciechocinek \| \| \| \| \| Aleksandrów Kujawski Wąskotorowy \| 74 m \| \| \| 91,702 \| Aleksandrów Kujawski (1943 Weichselstädt) \| 74 m \| \| \| \| russisch-deutsche Grenze bis 1918 \| \| \| \| 95,947 \| Otłoczyn (Ottlotschin, 1943 Krügershauland) \| 55 m \| \| \| \| Autobahn 1 \| \| \| \| 101,493 \| Brzoza Toruńska (seit 1915; ehem. Bahnhof; 1943 Balkau) \| 62 m \| \| \| \| Militäranschluss \| \| \| \| \| Autobahn 1 und Schnellstraße 10 \| \| \| \| 103,249 \| Toruń Czerniewice (seit 1885; Czernewitz, 1943 Schwarzwalde) \| 57 m \| \| \| \| zweimal Landesstraße 91 \| \| \| \| \| von Toruń Wschodni (Thorn-Mocker) \| \| \| \| 109,058 \| Toruń Główny (Thorn Hbf) \| 45 m \| \| \| \| Landesstraße 15 \| \| \| \| \| \| \| \| \| \| Toruń Towarowy \| \| \| \| \| \| \| \| \| \| nach Inowrocław (Hohensalza) \| \| \| \| 111,741 \| Toruń Kluczyki (seit 1884; Schlüsselmühle) \| 46 m \| \| \| \| \| \| \| \| 113,035 \| Abzweig Toruń Podgórz \| Abzweig Toruń Podgórz \| \| \| \| nach Inowrocław (Hohensalza) \| \| \| \| \| Landesstraße 10 \| \| \| \| 119,304 \| Cierpice (Schirpitz (Kr. Thorn)) \| 55 m \| \| \| 120,890 \| Cierpice Kąkol (seit 2016) \| 55 m \| \| \| \| Blockstelle Wodek \| \| \| \| 131,386 \| Przyłubie (Weichselthal, 1943 Weichseltal) \| 54 m \| \| \| \| Landesstraße 10 \| \| \| \| 138,699 \| Solec Kujawski (Schulitz) \| 41 m \| \| \| \| Blockstelle Makowiska \| \| \| \| 148,699 \| Bydgoszcz Łęgnowo (ehem. Bahnhof; Brahnau) \| 36 m \| \| \| \| Anschluss Stornil \| \| \| \| \| Bahnstrecke Nowa Wieś Wielka–Gdynia (Kohlenmagistrale) \| \| \| \| \| Landesstraße 80 \| \| \| \| \| von Chełmża (Culmsee) \| \| \| \| 152,300 \| Bydgoszcz Wschód (Karlsdorf b. Bromberg, 1943 Bromberg Ost) \| 42 m \| \| \| \| von Inowrocław (Hohensalza; Kohlenmagistrale) \| \| \| \| \| Bydgoszcz Wschód Towarowa \| 43 m \| \| \| \| Anschlussgleise \| \| \| \| \| \| \| \| \| 154,395 \| Bydgoszcz Bielawy (seit ?) \| 51 m \| \| \| \| Trasse bis 1964 \| \| \| \| \| Landesstraße 5 \| \| \| \| \| Anschlussgleise \| \| \| \| 156,343 \| Bydgoszcz Leśna (seit ?) \| 53 m \| \| \| \| nach Maksymilianowo (Maxtal; Kohlenmagistrale) \| \| \| \| \| von Maksymilianowo (Maxtal) \| \| \| \| \| \| \| \| \| 160,058 \| Bydgoszcz Główna (Bromberg Stsbf, 1943 Bromberg Hbf) \| 48 m \| \| \| \| Brda (Brahe) \| \| \| \| \| \| \| \| \| \| Bydgoszcz Wąskotorowa (Bromberg (Kreisbahn)) \| \| \| \| \| \| \| \| \| \| Schmalspurbahn nach Koronowo (Crone; Bromberger Kreisbahn) \| \| \| \| \| \| \| \| \| \| nach Inowrocław (Hohensalza; Kohlenmagistrale) und Poznań (Posen) \| \| \| \| \| \| \| \| \| 162,578 \| Abzweig Czyżkówko \| 50 m \| \| \| 163,068 \| Bydgoszcz Zachód (seit 1959) \| 50 m \| \| \| 164,762 \| Prądy (seit 1895) \| 54 m \| \| \| \| Militäranschluss \| \| \| \| \| Anschluss Centrostal \| \| \| \| 165,979 \| Bydgoszcz Osowa Góra (seit 1983) \| 55 m \| \| \| \| Landesstraße 10 \| \| \| \| 169,863 \| Pawłówek (1943 Paulshöfen; seit 1925) \| 66 m \| \| \| 173,095 \| Zielonczyn (Strelau) \| 62 m \| \| \| 180,203 \| Ślesin (seit 1885; Slesin, 1943 Schlössen) \| 68 m \| \| \| \| von Chojnice (Konitz) \| \| \| \| \| von Kasprowo (Bromberger Kreisbahn und Wirsitzer Kreisbahn) \| \| \| \| \| Nakło Wąskotorowy (Nakel (Kreisbahn)) \| \| \| \| 186,887 \| Nakło nad Notecią (Nakel Stsbf, 1943 Nakel) \| 75 m \| \| \| \| nach Gniezno (Gnesen) \| \| \| \| 195,140 \| Anieliny (seit 1895, ehem. Bahnhof; Elsenort) \| 63 m \| \| \| 198,674 \| Samostrzel (Walden) \| 63 m \| \| \| 202,833 \| Jadwiżyn (seit 1983) \| 60 m \| \| \| \| Kujawien-Pommern und Großpolen \| \| \| \| 208,183 \| Wyrzysk Osiek (Netzthal, 1943 Wirsitz-Netztal) \| 56 m \| \| \| 213,983 \| Krostkowo (Freymark) \| 55 m \| \| \| 219,898 \| Białośliwie (Weißenhöhe Stsb, 1943 Weißenhöhe) \| 62 m \| \| \| \| Białośliwie Wąskotorowe (Weißenhöhe Kreisbahn) \| \| \| \| \| Museumsschmalspurbahn nach Kocik Młyn (ehem. Wirsitzer Kreisbahn) \| \| \| \| \| zum Hafen an der Noteć (Netze) \| \| \| \| 226,963 \| Miasteczko Krajeńskie (ehem. Bahnhof; Friedheim) \| 62 m \| \| \| 236,800 \| Kaczory (Erpel (Pos.), 1943 Erpel (Kr Kolmar)) \| 87 m \| \| \| \| polnisch-deutsche Grenze 1920–1939 \| \| \| \| \| Landesstraße 11 \| \| \| \| \| Piła Główna Towarowa \| \| \| \| \| Anschluss \| \| \| \| \| von Chodzież (Kolmar) \| \| \| \| \| von Złotów (Flatow; Preußische Ostbahn) \| \| \| \| \| \| \| \| \| \| von Ujście (Usch) \| \| \| \| 247,181 \| Piła Główna (Inselbahnhof; Schneidemühl) \| 60 m \| \| \| \| \| \| \| \| \| nach Szczecinek (Neustettin), Wałcz (Dt. Krone) und Krzyż (Kreuz) \| \| |                                                              |                                                                   |                                                                   |
| Strecke |                                                              | von Łowicz                                                        | von Łowicz                                                        |
| Abzweig geradeaus und von links |                                                              | von Zgierz                                                        | von Zgierz                                                        |
| Bahnhof | 0,314                                                        | Kutno                                                             | 108 m                                                             |
| Abzweig geradeaus und nach rechts |                                                              | nach Płock                                                        | nach Płock                                                        |
| ehemaliger Haltepunkt / Haltestelle | 3,32                                                         | Azory (1925–?)                                                    | 111 m                                                             |
| Abzweig geradeaus und nach links |                                                              | Kutno Azory Lokomotywownia                                        | Kutno Azory Lokomotywownia                                        |
| Abzweig geradeaus und nach links |                                                              | nach Konin                                                        | nach Konin                                                        |
| ehemaliger Haltepunkt / Haltestelle | 7,22                                                         | Grochów                                                           | Grochów                                                           |
| Bahnhof | 13,658                                                       | Ostrowy (1943 Kranzwerder)                                        | 123 m                                                             |
| Strecke · Kopfbahnhof Streckenanfang (Strecke außer Betrieb) |                                                              | Ostrowy Wąskotorowe (1943 Kranzwerder Smbf)                       | Ostrowy Wąskotorowe (1943 Kranzwerder Smbf)                       |
| Strecke · Strecke nach links (außer Betrieb) |                                                              | Schmalspurbahn nach Krośniewice                                   | Schmalspurbahn nach Krośniewice                                   |
| Grenze |                                                              | Woiwodschaften Łódź und Kujawien-Pommern                          | Woiwodschaften Łódź und Kujawien-Pommern                          |
| Haltepunkt / Haltestelle | 21,134                                                       | Rutkowice (seit 1945)                                             | 127 m                                                             |
| Bahnübergang |                                                              | Landesstraße 91                                                   | Landesstraße 91                                                   |
| Bahnhof | 27,287                                                       | Kaliska Kujawskie (seit 1890; 1943 Lubenstadt)                    | 130 m                                                             |
| Haltepunkt / Haltestelle | 33,290                                                       | Wiktorowo (seit 1948)                                             | 111 m                                                             |
| Bahnhof | 38,555                                                       | Czerniewice (1943 Schernhausen)                                   | 106 m                                                             |
| Strecke mit Straßenbrücke |                                                              | Autobahn 1                                                        | Autobahn 1                                                        |
| Haltepunkt / Haltestelle | 42,662                                                       | Gołaszewo Kujawskie (seit 1939; 1943 Nackenau)                    | 91 m                                                              |
| Haltepunkt / Haltestelle | 47,056                                                       | Warząchewka (seit 1916)                                           | 68 m                                                              |
| Brücke |                                                              | Landesstraße 62                                                   | Landesstraße 62                                                   |
| Abzweig geradeaus und von rechts |                                                              | Anschluss                                                         | Anschluss                                                         |
| Strecke quer (außer Betrieb) · Kreuzung geradeaus oben (Querstrecke außer Betrieb) · Strecke von rechts (außer Betrieb) |                                                              | Schmalspurbahn von Włocławek Port                                 | Schmalspurbahn von Włocławek Port                                 |
| Strecke · Abzweig geradeaus und von links (Strecke außer Betrieb) |                                                              | Schmalspurbahn von Izbica Kujawska                                | Schmalspurbahn von Izbica Kujawska                                |
| Strecke · Kopfbahnhof Streckenende (Strecke außer Betrieb) |                                                              | Włocławek Wąskotorowy (1943: Leslau Smbf)                         | Włocławek Wąskotorowy (1943: Leslau Smbf)                         |
| Bahnhof | 54,808                                                       | Włocławek (1943 Leslau)                                           | 61 m                                                              |
| Haltepunkt / Haltestelle | 57,048                                                       | Włocławek Zazamcze (seit 1967)                                    | 58 m                                                              |
| Dienststation / Betriebs- oder Güterbahnhof | 59,956                                                       | Włocławek Brzezie (seit 1960)                                     | 60 m                                                              |
| Abzweig geradeaus und nach rechts |                                                              | Stickstoffwerk                                                    | Stickstoffwerk                                                    |
| Haltepunkt / Haltestelle | 62,943                                                       | Brzezie (ehem. Bahnhof; 1943 Fuchswinkel)                         | 60 m                                                              |
| Strecke mit Straßenbrücke |                                                              | Landesstraße 91                                                   | Landesstraße 91                                                   |
| Haltepunkt / Haltestelle | 69,223                                                       | Lubanie (seit 1923; 1943 Liebingen)                               | 71 m                                                              |
| Bahnhof | 77,189                                                       | Nieszawa Waganiec (1943 Nessau)                                   | 90 m                                                              |
| Strecke · Kopfbahnhof Streckenanfang (Strecke außer Betrieb) |                                                              | Nieszawa Wąskotorowa (1943 Nessau Smbf)                           | Nieszawa Wąskotorowa (1943 Nessau Smbf)                           |
| Strecke · Strecke nach links (außer Betrieb) |                                                              | Schmalspurbahn nach Dobre Alexandrowskie                          | Schmalspurbahn nach Dobre Alexandrowskie                          |
| Strecke mit Straßenbrücke |                                                              | Landesstraße 91                                                   | Landesstraße 91                                                   |
| Strecke mit Straßenbrücke |                                                              | Autobahn 1                                                        | Autobahn 1                                                        |
| Haltepunkt / Haltestelle | 84,160                                                       | Turzno Kujawskie (seit 1915; 1943 Radensburg)                     | 96 m                                                              |
| Strecke · Strecke von links (außer Betrieb) |                                                              | Schmalspurbahn von Dobre Aleksandrowskie                          | Schmalspurbahn von Dobre Aleksandrowskie                          |
| Abzweig geradeaus und von rechts · Strecke (außer Betrieb) |                                                              | von Ciechocinek                                                   | von Ciechocinek                                                   |
| Strecke · Kopfbahnhof Streckenende (Strecke außer Betrieb) |                                                              | Aleksandrów Kujawski Wąskotorowy                                  | 74 m                                                              |
| Bahnhof | 91,702                                                       | Aleksandrów Kujawski (1943 Weichselstädt)                         | 74 m                                                              |
| ehemalige Grenze |                                                              | russisch-deutsche Grenze bis 1918                                 | russisch-deutsche Grenze bis 1918                                 |
| Bahnhof | 95,947                                                       | Otłoczyn (Ottlotschin, 1943 Krügershauland)                       | 55 m                                                              |
| Brücke |                                                              | Autobahn 1                                                        | Autobahn 1                                                        |
| Haltepunkt / Haltestelle | 101,493                                                      | Brzoza Toruńska (seit 1915; ehem. Bahnhof; 1943 Balkau)           | 62 m                                                              |
| Abzweig geradeaus und nach links |                                                              | Militäranschluss                                                  | Militäranschluss                                                  |
| Brücke |                                                              | Autobahn 1 und Schnellstraße 10                                   | Autobahn 1 und Schnellstraße 10                                   |
| Haltepunkt / Haltestelle | 103,249                                                      | Toruń Czerniewice (seit 1885; Czernewitz, 1943 Schwarzwalde)      | 57 m                                                              |
| Strecke mit Straßenbrücke |                                                              | zweimal Landesstraße 91                                           | zweimal Landesstraße 91                                           |
| Abzweig geradeaus und von rechts |                                                              | von Toruń Wschodni (Thorn-Mocker)                                 | von Toruń Wschodni (Thorn-Mocker)                                 |
| Bahnhof | 109,058                                                      | Toruń Główny (Thorn Hbf)                                          | 45 m                                                              |
| Brücke |                                                              | Landesstraße 15                                                   | Landesstraße 15                                                   |
| Strecke von links · Abzweig geradeaus und nach rechts |                                                              |                                                                   |                                                                   |
| Dienststation / Betriebs- oder Güterbahnhof · Strecke nach links · Strecke von rechts |                                                              | Toruń Towarowy                                                    | Toruń Towarowy                                                    |
| Abzweig geradeaus und nach links · Strecke von rechts · Strecke |                                                              |                                                                   |                                                                   |
| Strecke · Strecke · Abzweig geradeaus und nach links |                                                              | nach Inowrocław (Hohensalza)                                      | nach Inowrocław (Hohensalza)                                      |
| Strecke · Dienststation / Betriebs- oder Güterbahnhof · Haltepunkt / Haltestelle | 111,741                                                      | Toruń Kluczyki (seit 1884; Schlüsselmühle)                        | 46 m                                                              |
| Strecke · Abzweig geradeaus und von links · Strecke nach rechts |                                                              |                                                                   |                                                                   |
| Strecke · Blockstelle | 113,035                                                      | Abzweig Toruń Podgórz                                             | Abzweig Toruń Podgórz                                             |
| Strecke nach links · Kreuzung geradeaus unten · Strecke quer |                                                              | nach Inowrocław (Hohensalza)                                      | nach Inowrocław (Hohensalza)                                      |
| Strecke mit Straßenbrücke |                                                              | Landesstraße 10                                                   | Landesstraße 10                                                   |
| Dienststation / Betriebs- oder Güterbahnhof | 119,304                                                      | Cierpice (Schirpitz (Kr. Thorn))                                  | 55 m                                                              |
| Haltepunkt / Haltestelle | 120,890                                                      | Cierpice Kąkol (seit 2016)                                        | 55 m                                                              |
| ehemalige Blockstelle |                                                              | Blockstelle Wodek                                                 | Blockstelle Wodek                                                 |
| Haltepunkt / Haltestelle | 131,386                                                      | Przyłubie (Weichselthal, 1943 Weichseltal)                        | 54 m                                                              |
| Strecke mit Straßenbrücke |                                                              | Landesstraße 10                                                   | Landesstraße 10                                                   |
| Bahnhof | 138,699                                                      | Solec Kujawski (Schulitz)                                         | 41 m                                                              |
| ehemalige Blockstelle |                                                              | Blockstelle Makowiska                                             | Blockstelle Makowiska                                             |
| Haltepunkt / Haltestelle | 148,699                                                      | Bydgoszcz Łęgnowo (ehem. Bahnhof; Brahnau)                        | 36 m                                                              |
| Abzweig geradeaus und nach links |                                                              | Anschluss Stornil                                                 | Anschluss Stornil                                                 |
| Kreuzung geradeaus unten |                                                              | Bahnstrecke Nowa Wieś Wielka–Gdynia (Kohlenmagistrale)            | Bahnstrecke Nowa Wieś Wielka–Gdynia (Kohlenmagistrale)            |
| Strecke mit Straßenbrücke |                                                              | Landesstraße 80                                                   | Landesstraße 80                                                   |
| Abzweig geradeaus und von rechts |                                                              | von Chełmża (Culmsee)                                             | von Chełmża (Culmsee)                                             |
| Bahnhof | 152,300                                                      | Bydgoszcz Wschód (Karlsdorf b. Bromberg, 1943 Bromberg Ost)       | 42 m                                                              |
| Abzweig geradeaus und von rechts |                                                              | von Inowrocław (Hohensalza; Kohlenmagistrale)                     | von Inowrocław (Hohensalza; Kohlenmagistrale)                     |
| Dienststation / Betriebs- oder Güterbahnhof |                                                              | Bydgoszcz Wschód Towarowa                                         | 43 m                                                              |
| Abzweig geradeaus und nach rechts |                                                              | Anschlussgleise                                                   | Anschlussgleise                                                   |
| Strecke von links · Abzweig geradeaus und nach rechts |                                                              |                                                                   |                                                                   |
| Strecke · Haltepunkt / Haltestelle | 154,395                                                      | Bydgoszcz Bielawy (seit ?)                                        | 51 m                                                              |
| Strecke · Abzweig geradeaus und ehemals nach links · Strecke von rechts (außer Betrieb) |                                                              | Trasse bis 1964                                                   | Trasse bis 1964                                                   |
| Strecke mit Straßenbrücke · Strecke mit Straßenbrücke · Strecke mit Straßenbrücke (Strecke außer Betrieb) |                                                              | Landesstraße 5                                                    | Landesstraße 5                                                    |
| Abzweig geradeaus und von rechts · Strecke · Strecke (außer Betrieb) |                                                              | Anschlussgleise                                                   | Anschlussgleise                                                   |
| Dienststation / Betriebs- oder Güterbahnhof · Haltepunkt / Haltestelle · Strecke (außer Betrieb) | 156,343                                                      | Bydgoszcz Leśna (seit ?)                                          | 53 m                                                              |
| Strecke nach rechts · Strecke · Strecke (außer Betrieb) |                                                              | nach Maksymilianowo (Maxtal; Kohlenmagistrale)                    | nach Maksymilianowo (Maxtal; Kohlenmagistrale)                    |
| Abzweig geradeaus und von rechts · Strecke (außer Betrieb) |                                                              | von Maksymilianowo (Maxtal)                                       | von Maksymilianowo (Maxtal)                                       |
| Abzweig geradeaus und ehemals von links · Strecke nach rechts (außer Betrieb) |                                                              |                                                                   |                                                                   |
| Bahnhof | 160,058                                                      | Bydgoszcz Główna (Bromberg Stsbf, 1943 Bromberg Hbf)              | 48 m                                                              |
| Brücke über Wasserlauf |                                                              | Brda (Brahe)                                                      | Brda (Brahe)                                                      |
| Strecke von links · Abzweig nach links und nach rechts · Strecke von rechts |                                                              |                                                                   |                                                                   |
| Strecke · Kopfbahnhof Streckenanfang (Strecke außer Betrieb) · Strecke |                                                              | Bydgoszcz Wąskotorowa (Bromberg (Kreisbahn))                      | Bydgoszcz Wąskotorowa (Bromberg (Kreisbahn))                      |
| Dienststation / Betriebs- oder Güterbahnhof · Strecke (außer Betrieb) · Strecke |                                                              |                                                                   |                                                                   |
| Kreuzung geradeaus oben (Querstrecke außer Betrieb) · Strecke nach rechts (außer Betrieb) · Strecke |                                                              | Schmalspurbahn nach Koronowo (Crone; Bromberger Kreisbahn)        | Schmalspurbahn nach Koronowo (Crone; Bromberger Kreisbahn)        |
| Abzweig geradeaus und nach links · Strecke von rechts · Strecke |                                                              |                                                                   |                                                                   |
| Strecke nach links · Kreuzung geradeaus unten · Kreuzung geradeaus unten |                                                              | nach Inowrocław (Hohensalza; Kohlenmagistrale) und Poznań (Posen) | nach Inowrocław (Hohensalza; Kohlenmagistrale) und Poznań (Posen) |
| Abzweig geradeaus und von links · Strecke nach rechts |                                                              |                                                                   |                                                                   |
| Blockstelle | 162,578                                                      | Abzweig Czyżkówko                                                 | 50 m                                                              |
| Haltepunkt / Haltestelle | 163,068                                                      | Bydgoszcz Zachód (seit 1959)                                      | 50 m                                                              |
| Dienststation / Betriebs- oder Güterbahnhof | 164,762                                                      | Prądy (seit 1895)                                                 | 54 m                                                              |
| Abzweig geradeaus und nach rechts |                                                              | Militäranschluss                                                  | Militäranschluss                                                  |
| Abzweig geradeaus und nach links |                                                              | Anschluss Centrostal                                              | Anschluss Centrostal                                              |
| Haltepunkt / Haltestelle | 165,979                                                      | Bydgoszcz Osowa Góra (seit 1983)                                  | 55 m                                                              |
| Strecke mit Straßenbrücke |                                                              | Landesstraße 10                                                   | Landesstraße 10                                                   |
| Haltepunkt / Haltestelle | 169,863                                                      | Pawłówek (1943 Paulshöfen; seit 1925)                             | 66 m                                                              |
| Bahnhof | 173,095                                                      | Zielonczyn (Strelau)                                              | 62 m                                                              |
| Haltepunkt / Haltestelle | 180,203                                                      | Ślesin (seit 1885; Slesin, 1943 Schlössen)                        | 68 m                                                              |
| Abzweig geradeaus und von rechts |                                                              | von Chojnice (Konitz)                                             | von Chojnice (Konitz)                                             |
| Strecke von rechts (außer Betrieb) · Strecke |                                                              | von Kasprowo (Bromberger Kreisbahn und Wirsitzer Kreisbahn)       | von Kasprowo (Bromberger Kreisbahn und Wirsitzer Kreisbahn)       |
| Kopfbahnhof Streckenende (Strecke außer Betrieb) · Strecke |                                                              | Nakło Wąskotorowy (Nakel (Kreisbahn))                             | Nakło Wąskotorowy (Nakel (Kreisbahn))                             |
| Bahnhof | 186,887                                                      | Nakło nad Notecią (Nakel Stsbf, 1943 Nakel)                       | 75 m                                                              |
| Abzweig geradeaus und nach links |                                                              | nach Gniezno (Gnesen)                                             | nach Gniezno (Gnesen)                                             |
| Haltepunkt / Haltestelle | 195,140                                                      | Anieliny (seit 1895, ehem. Bahnhof; Elsenort)                     | 63 m                                                              |
| Bahnhof | 198,674                                                      | Samostrzel (Walden)                                               | 63 m                                                              |
| Haltepunkt / Haltestelle | 202,833                                                      | Jadwiżyn (seit 1983)                                              | 60 m                                                              |
| Grenze |                                                              | Kujawien-Pommern und Großpolen                                    | Kujawien-Pommern und Großpolen                                    |
| Bahnhof | 208,183                                                      | Wyrzysk Osiek (Netzthal, 1943 Wirsitz-Netztal)                    | 56 m                                                              |
| Haltepunkt / Haltestelle | 213,983                                                      | Krostkowo (Freymark)                                              | 55 m                                                              |
| Bahnhof | 219,898                                                      | Białośliwie (Weißenhöhe Stsb, 1943 Weißenhöhe)                    | 62 m                                                              |
| Kopfbahnhof Streckenanfang · Strecke |                                                              | Białośliwie Wąskotorowe (Weißenhöhe Kreisbahn)                    | Białośliwie Wąskotorowe (Weißenhöhe Kreisbahn)                    |
| Abzweig ehemals geradeaus und nach rechts · Strecke |                                                              | Museumsschmalspurbahn nach Kocik Młyn (ehem. Wirsitzer Kreisbahn) | Museumsschmalspurbahn nach Kocik Młyn (ehem. Wirsitzer Kreisbahn) |
| Strecke nach links (außer Betrieb) · Kreuzung (Querstrecke außer Betrieb) |                                                              | zum Hafen an der Noteć (Netze)                                    | zum Hafen an der Noteć (Netze)                                    |
| Haltepunkt / Haltestelle | 226,963                                                      | Miasteczko Krajeńskie (ehem. Bahnhof; Friedheim)                  | 62 m                                                              |
| Bahnhof | 236,800                                                      | Kaczory (Erpel (Pos.), 1943 Erpel (Kr Kolmar))                    | 87 m                                                              |
| ehemalige Grenze |                                                              | polnisch-deutsche Grenze 1920–1939                                | polnisch-deutsche Grenze 1920–1939                                |
| Brücke |                                                              | Landesstraße 11                                                   | Landesstraße 11                                                   |
| ehemaliger Dienststation / Betriebs- oder Güterbahnhof |                                                              | Piła Główna Towarowa                                              | Piła Główna Towarowa                                              |
| Abzweig geradeaus und von rechts |                                                              | Anschluss                                                         | Anschluss                                                         |
| Abzweig geradeaus und von links |                                                              | von Chodzież (Kolmar)                                             | von Chodzież (Kolmar)                                             |
| Strecke von rechts · Strecke |                                                              | von Złotów (Flatow; Preußische Ostbahn)                           | von Złotów (Flatow; Preußische Ostbahn)                           |
| Abzweig geradeaus und von links · Abzweig geradeaus und nach rechts |                                                              |                                                                   |                                                                   |
| Strecke · Abzweig geradeaus und von links |                                                              | von Ujście (Usch)                                                 | von Ujście (Usch)                                                 |
| Bahnhof · Bahnhof | 247,181                                                      | Piła Główna (Inselbahnhof; Schneidemühl)                          | 60 m                                                              |
| Strecke nach links · Abzweig geradeaus und von rechts |                                                              |                                                                   |                                                                   |
| Strecke |                                                              | nach Szczecinek (Neustettin), Wałcz (Dt. Krone) und Krzyż (Kreuz) | nach Szczecinek (Neustettin), Wałcz (Dt. Krone) und Krzyż (Kreuz) |

Die Bahnstrecke Kutno–Piła ist eine zweigleisige und elektrifizierte Eisenbahnstrecke in den polnischen Woiwodschaften Łódź, Kujawien-Pommern und Großpolen. Sie verbindet Kutno über Włocławek (Leslau), Toruń (Thorn) und Bydgoszcz (Bromberg) mit Piła (Schneidemühl) und dient dem Fernverkehr von und nach Warschau.

## Verlauf
Die zweigleisige und elektrifizierte Strecke zweigt in Kutno von der Bahnstrecke Warszawa–Poznań ab. Weitere Verbindungen bestehen dort über Łęczyca, Ozorków und Zgierz nach Łódź und über Płock und Sierpc und Brodnica, wobei der letzte Abschnitt nicht mehr im Personenverkehr betrieben wird. Von Kutno aus verläuft die Bahnstrecke Kutno–Piła nordwestlich über den Bahnhof Ostrowy (km 13,658), der zu Zeiten der deutschen Besatzung Polens 1939–1945 Kranzwerder hieß und an dem einst Anschluss an die Schmalspurbahn Ostrowy–Ozorków bestand, zum ersten Fernverkehrshalt Włocławek (Leslau; km 54,808), wo einst Anschluss an die Schmalspurbahn Włocławek–Przystronie bestand. Von dort führt sie weiterhin nordwestlich über den Bahnhof Nieszawa Waganiec (Nessau; km 77,189), der südwestlich der Stadt Nieszawa liegt und an dem einst Anschluss an die Schmalspurbahn Nieszawa–Dobre Aleksandrowskie bestand, zum nächsten Fernverkehrsbahnhof Aleksandrów Kujawski (Weichselstädt; km 91,702), wo die im Personenverkehr nicht mehr betriebene Bahnstrecke Aleksandrów Kujawski–Ciechocinek abzweigt. Kurz danach überquert die Strecke die ehemalige russisch-deutsche Grenze und erreicht den nächsten Fernverkehrsbahnhof Toruń Główny (Thorn Hauptbahnhof, km 109,058), wo sich Bahnstrecken über Inowrocław (Hohensalza) und Gniezno (Gnesen) nach Posen und über Jabłonowo Pomorskie (Goßlershausen) und Iława (Deutsch Eylau) nach Olsztyn (Allenstein) anschließen. Von Toruń verläuft die Strecke westlich über den Fernverkehrsbahnhof Solec Kujawski (km 138,699) in das Stadtgebiet von Bydgoszcz (Bromberg), wo der erste Fernverkehrsbahnhof Bydgoszcz Wschód (Karlsdorf bei Bromberg/Bromberg Ost; km 152,300) ist, wo die Bahnstrecke Brodnica–Bydgoszcz abzweigt und die Bahnstrecke Nowa Wieś Wielka–Gdynia, ein Teil der sogenannten Kohlenmagistrale gekreuzt wird. Sie bildet hier die Umfahrung des Hauptbahnhofes für Güterzüge. Auch am Haltepunkt Bydgoszcz Leśna (km 156,343) halten Fernverkehrszüge, ebenso wie am Bahnhof Bydgoszcz Główna (Bromberg Staatsbahnhof; km 160,058), an dem die Bahnstrecke Chorzów–Tczew, Teil der sogenannten Kohlenmagistrale gekreuzt wird. Einst bestand eine Verbindung nach Posen, die unterbrochen ist und aus Richtung Bydgoszcz nur noch bis Szubin (Schubin/Altburgund) von Güterverkehr befahren wird. Die Schmalspurbahn Bydgoszcz–Koronowo der früheren Bromberger Kreisbahn besteht nicht mehr. Die Bahnstrecke Kutno–Piła verläuft weiter westlich zum nächsten Fernverkehrsbahnhof Nakło nad Notecią (Nakel Staatsbahnhof; km 186,887) an der hier nur noch im Güterverkehr betriebenen Bahnstrecke Oleśnica–Chojnice. Hier bestand einst Anschluss an die Schmalspurbahn Nakło nad Notecią–Kasprowo der früheren Bromberger Kreisbahn. Die Strecke verläuft weiter über den nächsten Fernverkehrsbahnhof Wyrzysk Osiek (Netzthal/Wirsitz-Netzthal; km 208,183), einige Kilometer südlich der Stadt Wyrzysk gelegen, und Białośliwie (Weißenhöhe; km 219,898), wo die Schmalspurbahn Białośliwie–Witosław, noch ein Stück im Museumsverkehr betrieben, beginnt, zum Eisenbahnknotenpunkt und Inselbahnhof Piła Główna (Schneidemühl; km 247,181), der unter anderem an der Bahnstrecke Tczew–Küstrin-Kietz Grenze, einem Stück der früheren Preußischen Ostbahn, liegt.
Die Strecke ist zwischen Kutno und Bydgoszcz mit Ausnahmen zwischen Włocławek Brzezie und Aleksandrów Kujawski, wo für Personenzüge 140 Kilometer pro Stunde möglich sind, und im Bereich größerer Bahnhöfe für eine Höchstgeschwindigkeit von 120 Kilometern pro Stunde im Personenverkehr, im Güterverkehr von 100 Kilometern pro Stunde ausgebaut und zwischen Bydgoszcz und Piła für eine Höchstgeschwindigkeit von weitgehend 100 Kilometern pro Stunde im Personenverkehr, im Güterverkehr von 70 Kilometern pro Stunde.

## Geschichte
Der Abschnitt Schneidemühl–Bromberg wurde am 27. Juli 1851 als Teil der Königlich Preußischen Ostbahn eröffnet, gemeinsam mit dem Abschnitt Kreuz–Schneidemühl der heutigen Bahnstrecke Tczew–Küstrin-Kietz. Eine direkte Verbindung nach der preußischen Hauptstadt Berlin bestand damals noch nicht, es musste ein Umweg über Stettin genommen werden. Die direkte Verbindung über Landsberg an der Warthe, Küstrin und Strausberg wurde erst zwischen 1857 und 1867 eröffnet. Am 24. Oktober 1861 wurde die Fortsetzung der Strecke Schneidemühl–Bromberg nach Thorn eröffnet, die Fortsetzung über die russische Grenze nach Aleksandrowo folgte am 5. Dezember 1862, am Tage zuvor war bereits die Strecke Kutno–Aleksandrowo als Fortsetzung der am 1. Dezember 1861 eröffneten Strecke Lowitsch–Kutno von der Warschau-Bromberger Eisenbahn eröffnet worden. Seit 1888/1889 wird der Abschnitt Bromberg–Schneidemühl und seit 1910 der Abschnitt Thorn–Bromberg zweigleisig betrieben. Der Fahrplan von Mai 1914 sah zwischen Thorn und Schneidemühl vier Schnellzugpaare vor. Schnellzughalte waren damals:
achtmal (viermal pro Richtung) Thorn Hbf, Schirpitz einmal (in Richtung Schneidemühl), Schulitz viermal, Brahnau einmal (in Richtung Thorn), Bromberg achtmal, Nakel sechsmal, Netzthal zweimal, Weißenhöhe zweimal, Schneidemühl achtmal. Zwischen Thorn und Warschau über Alexandrowo verkehrte damals unter anderem der Nord-Express, da die Strecke die schnellste Verbindung zwischen Berlin und Warschau darstellte, weil die direkte Bahnstrecke Posen–Warschau noch nicht existierte.
Nach dem Ersten Weltkrieg wurde die Strecke polnisch, nur ungefähr zwei Drittel des Abschnitts zwischen Erpel (polnisch Kaczory) und Schneidemühl blieben auf deutschem Boden. Russland hatte gar keinen Anteil mehr. Das Sommerkursbuch 1939 sah zwei Personenzugpaare über die Grenze vor. Unterdessen war 1936/1937 die Strecke Kutno–Toruń zweigleisig ausgebaut worden. Vermutlich 1943, während der deutschen Besatzung Polens, wurde eine neue Trasse zwischen Bromberg Ost (Bydgoszcz Wschód) und Bromberg Hbf (Bydgoszcz Główna) eröffnet, die alte 1964 stillgelegt.
Nach dem Zweiten Weltkrieg wurde die Strecke komplett polnisch. Später ereigneten sich zwei schwere Eisenbahnunglücke: Am 3. Juli 1972 ereignete sich zwischen Zielonczyn und Ślesin ein Zugunglück mit 12 Toten und 26 Verletzten, und am 19. August 1980 ereignete sich der Eisenbahnunfall von Otłoczyn mit 67 Toten und 62 Verletzten. Seit dem 20. Juli 1984 wird der Abschnitt Toruń–Bydgoszcz elektrisch betrieben, seit dem 31. Mai 1985 der Aleksandrów Kujawski–Toruń, seit dem 21. Dezember 1985 der Kutno–Aleksandrów Kujawski und seit dem 23. Dezember 1989 der Bydgoszcz–Piła.